# زلزال كونثبثيون 1835
زلزال كونثبثيون 1835 هو زلزالٌ وقعَ في كونثبثيون في تشيلي بتاريخ 1835.